# Saint-Léonard (Pas-de-Calais)
Pour les articles homonymes, voir Saint-Léonard.
Saint-Léonard est une commune française située dans le département du Pas-de-Calais en région Hauts-de-France. Ses habitants sont appelés les Saint-Léonardois. La commune est membre de la communauté d'agglomération du Boulonnais.

## Géographie

### Localisation
Localisée dans l'ouest du département du Pas-de-Calais, Saint-Léonard est une commune, bordée par la Liane, située, à vol d'oiseau, à 4 km des plages de la Côte d'Opale et à 4 km au sud de la commune de Boulogne-sur-Mer (aire d'attraction et chef-lieu d'arrondissement).
Le territoire de la commune est limitrophe de ceux de cinq communes.
Les communes limitrophes sont Saint-Martin-Boulogne, Echinghen, Isques, Outreau et Saint-Étienne-au-Mont.

### Hydrographie
La commune, située dans le bassin Artois-Picardie, est, selon le Service d'administration nationale des données et référentiels sur l'eau (Sandre), drainée par six cours d'eau :
- le fleuve côtier la Liane, d'une longueur de 38,24 km, qui prend sa source dans la commune de Quesques et se jette dans la Manche au niveau de la commune de Boulogne-sur-Mer[3] ;

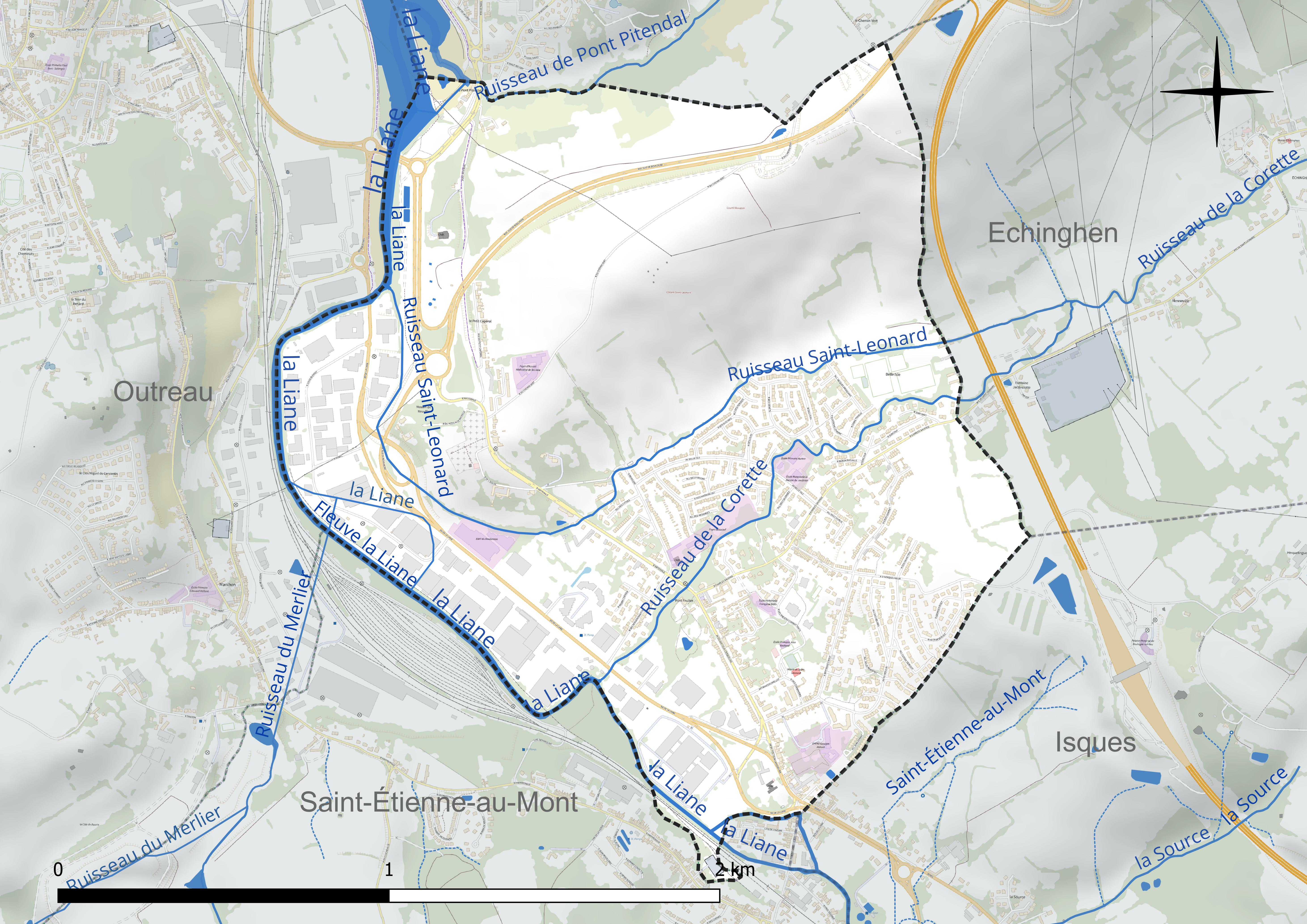
Réseau hydrographique de Saint-Léonard.

- le ruisseau de la Corette, d'une longueur de 8,86 km, qui prend sa source dans la commune de La Capelle-lès-Boulogne et qui se jette dans la Liane au niveau de la commune de Saint-Étienne-au-Mont[4] ;
- le ruisseau du Merlier, d'une longueur de 3,46 km, qui prend sa source dans la commune de Saint-Étienne-au-Mont et se jette dans la Liane au niveau de la commune[5] ;
- le ruisseau Saint-Léonard, d'une longueur de 2,9 km, qui prend sa source dans la commune d'Echinghen et se jette dans la Liane au niveau de la commune de Saint-Léonard[6] ;
- le ruisseau de pont pitendal, d'une longueur de 2,82 km qui prend sa source dans la commune de Saint-Martin-Boulogne et se jette dans la Liane au niveau de la commune[7] ;
- le fleuve la liane, d'une longueur de 0,52 km qui prend sa source dans la commune et se jette dans la Liane au niveau de la commune[8].

### Paysages

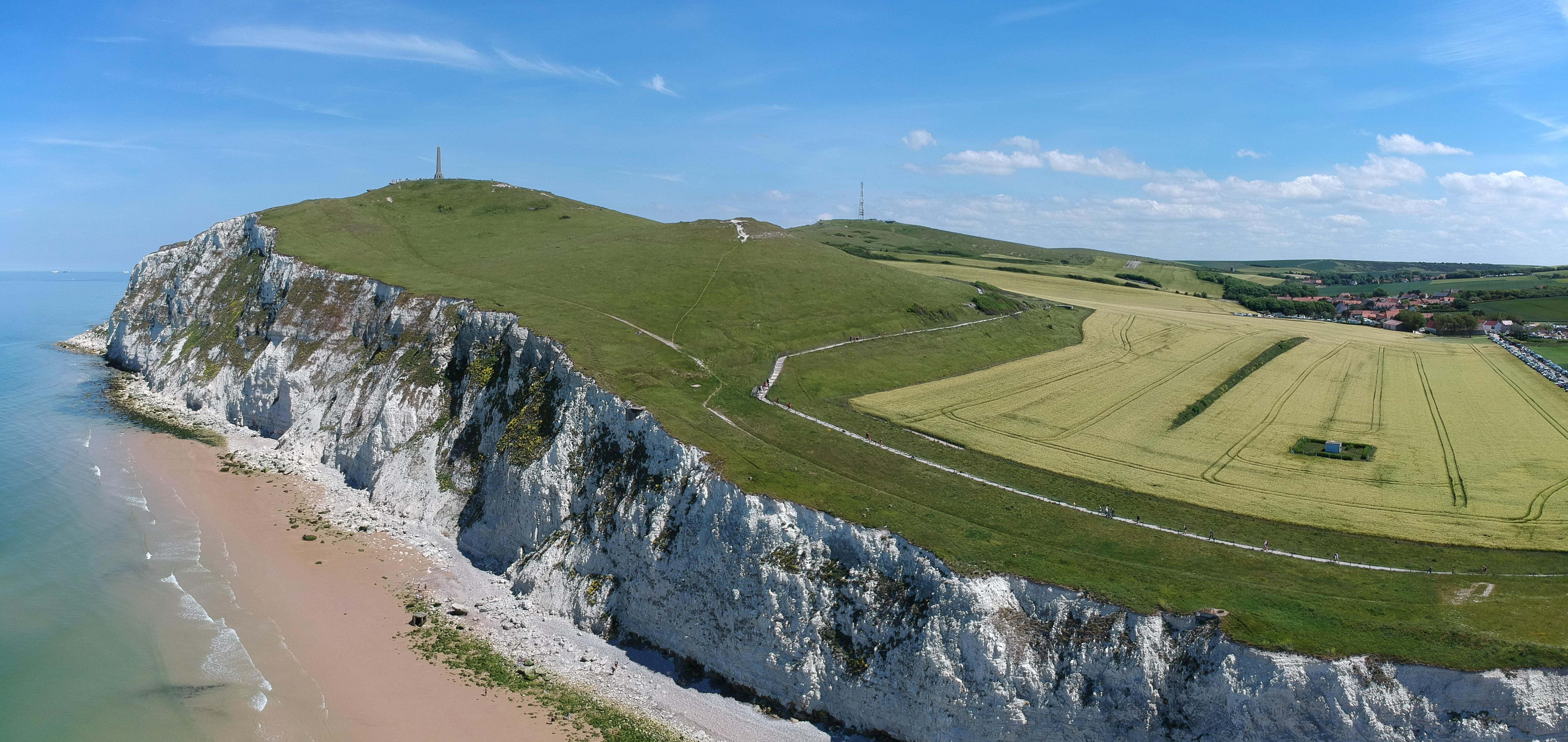
Une vue de ces « paysages des falaises d’Opale » et le cap Blanc-Nez.

La commune s'inscrit dans les « paysages des falaises d’Opale » tels qu’ils sont définis dans l’atlas de paysages de la région Nord-Pas-de-Calais, conçu par la direction régionale de l'Environnement, de l'Aménagement et du Logement (DREAL),. 
Ces paysages, qui concernent 30 communes, s’étendent le long de la côte, d’Équihen-Plage  à Sangatte, sur une bande d’environ 50 kilomètres de long et d’un maximum de 5 kilomètres de large, l'autoroute A 16 étant la frontière à l'est. Ils sont constitués, d’une part, par les falaises d’Opale où se trouve le grand site des Deux Caps qui, avec le cap Blanc-Nez, culmine à 150 mètres, ces falaises offrent un belvédère sur le pas de Calais  avec la possibilité de voir les côtes d’Angleterre, et d’autre part, vers l’intérieur des terres, avec les paysages littoraux qui jouxtent ceux des coteaux calaisiens et du pays de Licques, d'un paysage alternant collines, vallons et bocages. 
L’occupation des sols se répartit en 43 % de cultures pour les paysages arrière-littoraux, 20 % de sols artificialisés, 20 % de prairies et forêts et 10 % de plage.
Les crans constituent une des particularités de ces côtes à falaises. Les crans sont des vallées suspendues qui se sont retrouvées le « nez en l’air », soit du fait de l’affaissement du pas de Calais, soit par la baisse du niveau de la mer comme le cran d’Escalles, le cran Mademoiselle, le cran Poulet, le cran Barbier, le cran des Sillers, le cran de Quette et le cran aux Œufs, situés, eux, sur la commune d’Audinghen.
Ces paysages sont traversés par trois fleuves côtiers, la Liane (Boulogne-sur-Mer), le Wimereux (Wimereux) et la Slack (Ambleteuse), et par le sentier de grande randonnée GR 120 ou GR littoral, appelé aussi sentier des douaniers, qui chemine le long de ces paysages et offre un magnifique panorama.

### Climat
Pour des articles plus généraux, voir Climat des Hauts-de-France et Climat du Nord-Pas-de-Calais.
En 2010, le climat de la commune est de type climat océanique franc, selon une étude du CNRS s'appuyant sur une série de données couvrant la période 1971-2000. En 2020, Météo-France publie une typologie des climats de la France métropolitaine dans laquelle la commune est exposée à un climat océanique et est dans la région climatique  Côtes de la Manche orientale, caractérisée par un faible ensoleillement (1 550 h/an) ; forte humidité de l’air (plus de 20 h/jour avec humidité relative > 80 % en hiver), vents forts fréquents. 
Pour la période 1971-2000, la température annuelle moyenne est de 10,4 °C, avec une amplitude thermique annuelle de 13,1 °C. Le cumul annuel moyen de précipitations est de 880 mm, avec 12,7 jours de précipitations en janvier et 8,1 jours en juillet. Pour la période 1991-2020, la température moyenne annuelle observée sur la station météorologique la plus proche, située sur la commune de Boulogne-sur-Mer à 4 km à vol d'oiseau, est de 11,2 °C et le cumul annuel moyen de précipitations est de 824,5 mm,. Pour l'avenir, les paramètres climatiques de la commune estimés pour 2050 selon différents scénarios d'émission de gaz à effet de serre sont consultables sur un site dédié publié par Météo-France en novembre 2022.
| Mois                                  | jan.             | fév.             | mars            | avril         | mai            | juin          | jui.          | août          | sep.           | oct.            | nov.            | déc.            | année      |
| ------------------------------------- | ---------------- | ---------------- | --------------- | ------------- | -------------- | ------------- | ------------- | ------------- | -------------- | --------------- | --------------- | --------------- | ---------- |
| Température minimale moyenne (°C)     | 3,4              | 3,4              | 5               | 7             | 9,8            | 12,5          | 14,7          | 15,3          | 13,2           | 10,3            | 6,8             | 4,1             | 8,8        |
| Température moyenne (°C)              | 5,3              | 5,4              | 7,4             | 9,8           | 12,7           | 15,3          | 17,4          | 18            | 15,8           | 12,6            | 8,8             | 6               | 11,2       |
| Température maximale moyenne (°C)     | 7,1              | 7,3              | 9,7             | 12,7          | 15,6           | 18,1          | 20,1          | 20,7          | 18,5           | 14,9            | 10,8            | 7,9             | 13,6       |
| Record de froid (°C) date du record   | −13,4 12.01.1987 | −13,6 01.02.1956 | −7,8 07.03.1971 | −2 14.04.1966 | 1,6 07.05.1997 | 4 02.06.1962  | 8 04.07.1965  | 9 31.08.1956  | 5,8 22.09.1979 | −1 29.10.1947   | −5,6 30.11.1978 | −9,6 29.12.1996 | −13,6 1956 |
| Record de chaleur (°C) date du record | 16,4 01.01.22    | 18,9 26.02.19    | 22,7 30.03.17   | 26 16.04.1949 | 31,2 27.05.05  | 33,3 29.06.19 | 39,6 19.07.22 | 34,8 11.08.03 | 32,6 10.09.23  | 27,2 01.10.1985 | 19,1 01.11.15   | 17,2 10.12.1978 | 39,6 2022  |
| Précipitations (mm)                   | 77               | 56               | 48              | 48,1          | 54,6           | 48            | 54,3          | 63,2          | 69,6           | 95,8            | 106,8           | 103,1           | 824,5      |

### Milieux naturels et biodiversité

#### Zones naturelles d'intérêt écologique, faunistique et floristique
L’inventaire des zones naturelles d'intérêt écologique, faunistique et floristique (ZNIEFF) a pour objectif de réaliser une couverture des zones les plus intéressantes sur le plan écologique, essentiellement dans la perspective d’améliorer la connaissance du patrimoine naturel national et de fournir aux différents décideurs un outil d’aide à la prise en compte de l’environnement dans l’aménagement du territoire.
Le territoire communal comprend une ZNIEFF de type 1 : la vallée de Saint-Martin-Boulogne. Cette ZNIEFF, d’une superficie de 1 698 hectares et d'une altitude variant de 15 à 188 mètres, présente un paysage bocager typique du Boulonnais.
et une ZNIEFF de type 2 :
le complexe bocager du Bas-Boulonnais et de la Liane. Le complexe bocager du bas-Boulonnais et de la Liane s’étend entre Saint-Martin-Boulogne et Saint-Léonard à l’ouest et Quesques et Lottinghen à l’est. Il correspond à la cuvette herbagère du bas-Boulonnais.

Carte des ZNIEFF de type 1 et 2 sur la commune
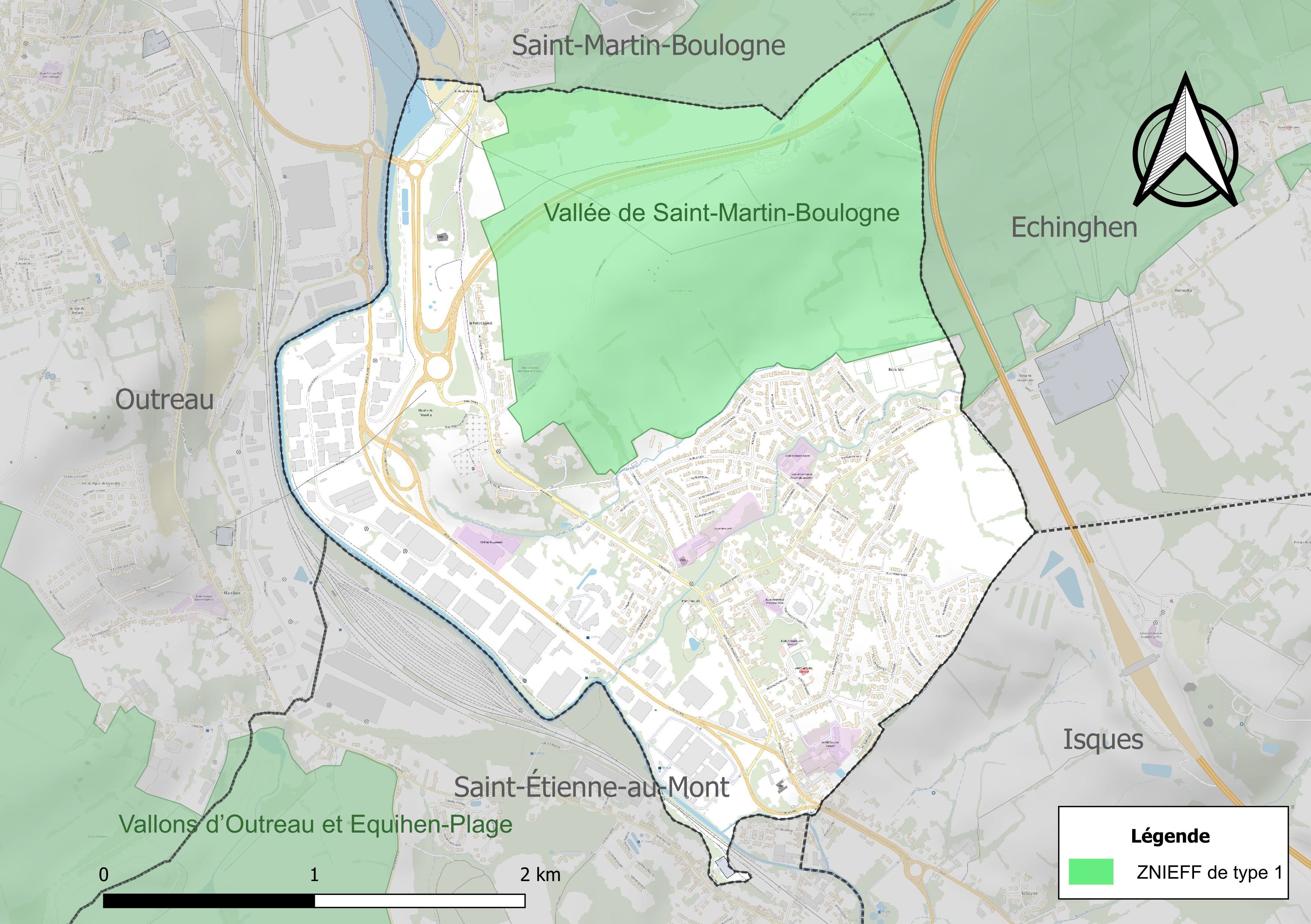
Carte de la ZNIEFF de type 1 sur la commune.
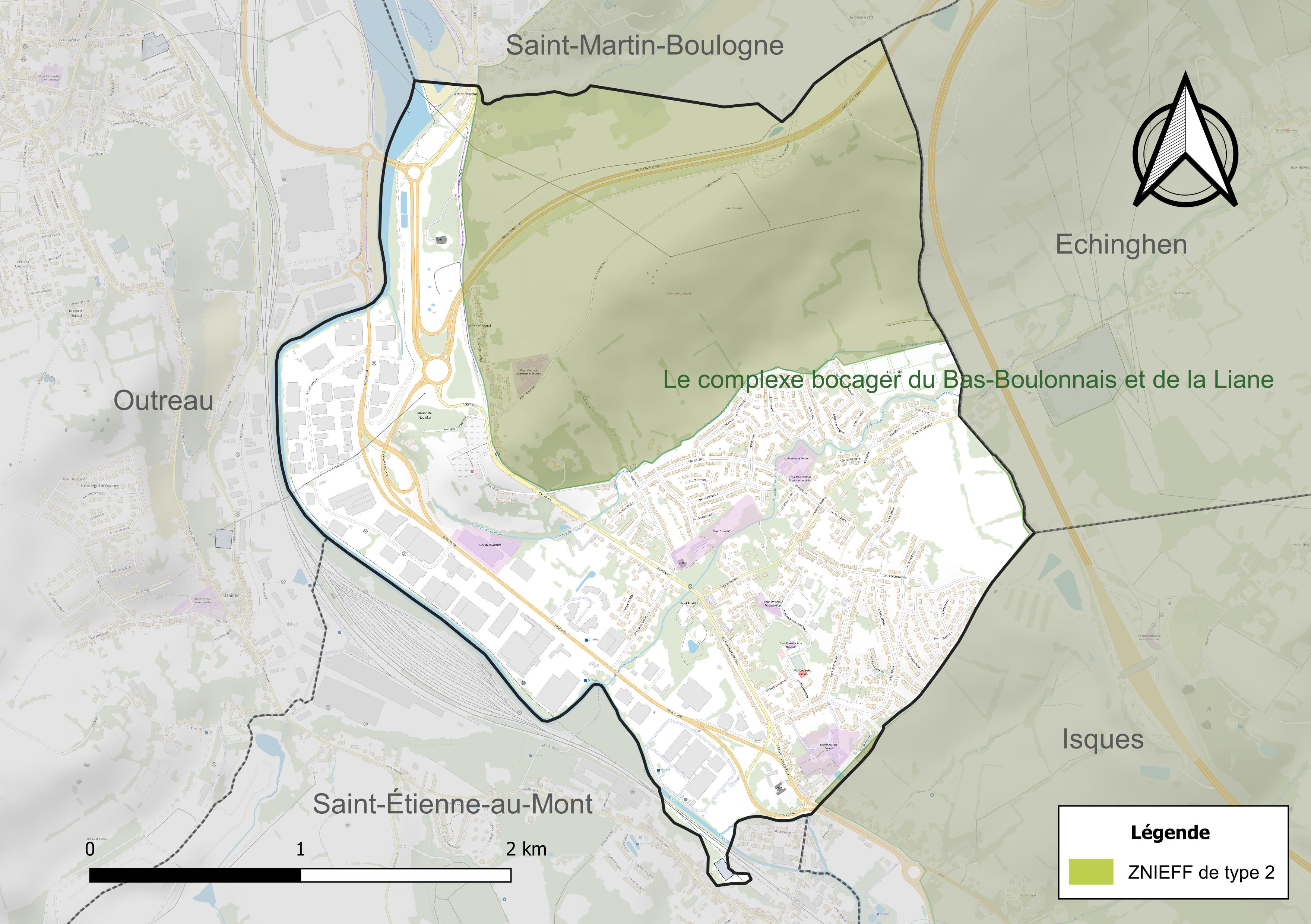
Carte de la ZNIEFF de type 2 sur la commune.

#### Espèces faunistiques et floristiques
L’Inventaire national du patrimoine naturel (INPN) recense plusieurs espèces faunistiques et floristiques sur le territoire de la commune dont certaines sont protégées et d’autres menacées et quasi-menacées.

## Urbanisme

### Typologie
Au 1er janvier 2024, Saint-Léonard est catégorisée ceinture urbaine, selon la nouvelle grille communale de densité à sept niveaux définie par l'Insee en 2022.
Elle appartient à l'unité urbaine de Boulogne-sur-Mer, une agglomération intra-départementale regroupant huit  communes, dont elle est une commune de la banlieue,,. Par ailleurs la commune fait partie de l'aire d'attraction de Boulogne-sur-Mer, dont elle est une commune de la couronne,. Cette aire, qui regroupe 80 communes, est catégorisée dans les aires de 50 000 à moins de 200 000 habitants,.

### Occupation des sols
L'occupation des sols de la commune, telle qu'elle ressort de la base de données européenne d’occupation biophysique des sols Corine Land Cover (CLC), est marquée par l'importance des territoires artificialisés (65,8 % en 2018), en augmentation par rapport à 1990 (50,9 %). La répartition détaillée en 2018 est la suivante : 
zones urbanisées (34 %), prairies (33,6 %), zones industrielles ou commerciales et réseaux de communication (31,8 %), eaux maritimes (0,5 %). L'évolution de l’occupation des sols de la commune et de ses infrastructures peut être observée sur les différentes représentations cartographiques du territoire : la carte de Cassini (XVIIIe siècle), la carte d'état-major (1820-1866) et les cartes ou photos aériennes de l'IGN pour la période actuelle (1950 à aujourd'hui).

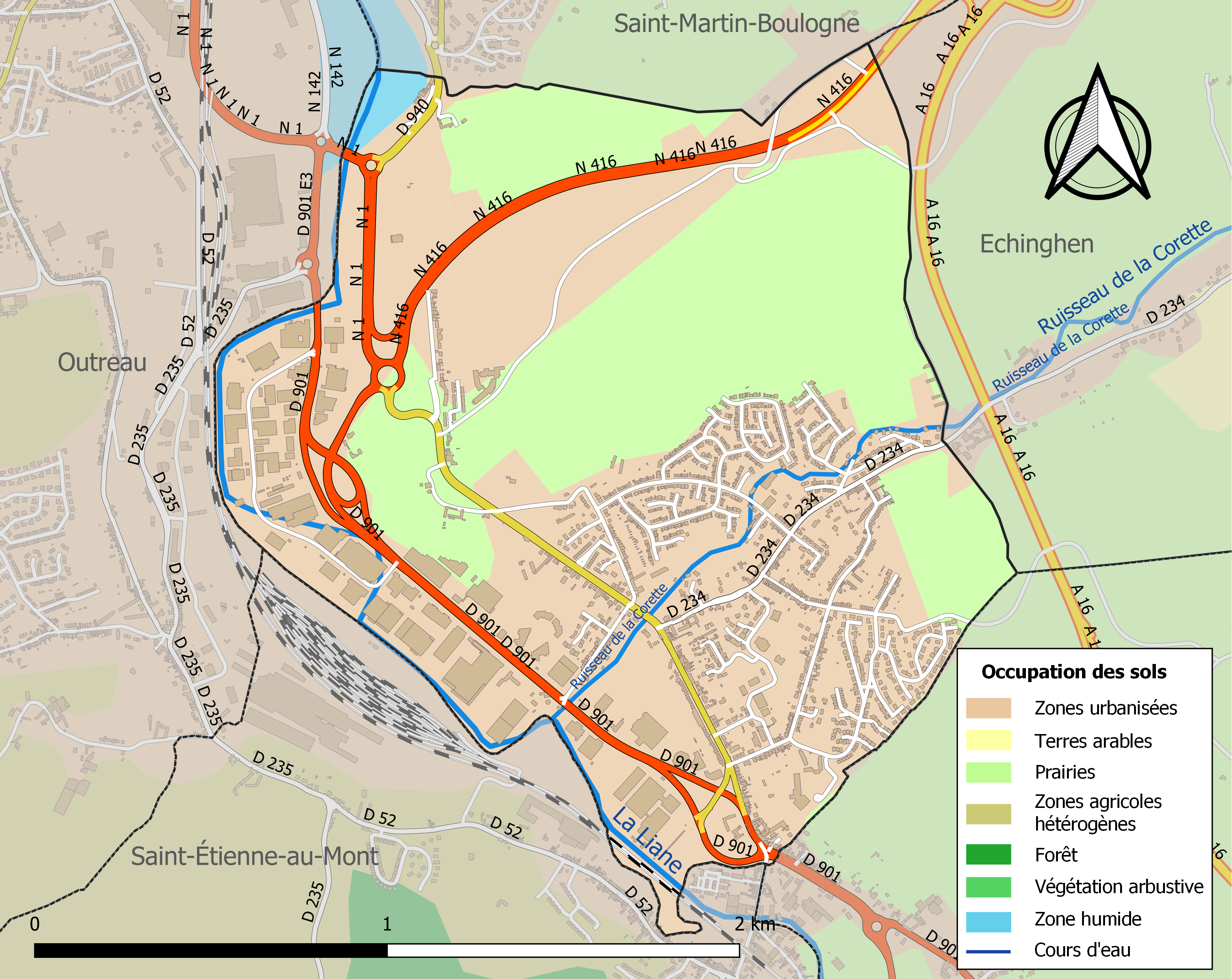
Carte des infrastructures et de l'occupation des sols de la commune en 2018 (CLC).

### Voies de communication et transports
La commune est desservie par le réseau urbain Marinéo et par le réseau interurbain Oscar.

### Risques naturels et technologiques
À la suite du passage des tempêtes Ciarán, Domingos et Elisa et des inondations et coulées de boue qui se sont produites, la commune est reconnue, par arrêté du 14 novembre 2023, en état de catastrophe naturelle pour inondations et coulées de boue sur la période du 2 au 12 novembre 2023, comme 179 autres communes du département.

## Toponymie
Le nom de la localité est attesté sous les formes Hokinghem en 1121 ; Ocingehem en 1173 ; Hokinghehem en 1199 ; Hocquingehem en 1208 ; Hokinghen en 1393 ; Saint-Liénard en 1477 ; Hocquinghen ou Sainct-Liénart en 1506 ; Hochuinguen en 1550 ; Hoquinghen en 1605 ; Saint-Léonard en 1715. Durant la Révolution, la commune porte le nom de Pont-de-Brique.
L'hagiotoponyme Saint-Léonard a prévalu sur un ancien toponyme germanique, qui était composé d'un anthroponyme Hok, suivi du suffixe ing et de hem (enclos, demeure).

## Histoire
La voie romaine allant d'Amiens à Boulogne-sur-Mer ou voie romaine d'Agrippa de l'Océan passait par Saint-Léonard.
D'après l'historien français Auguste de Loisne : « Saint-Léonard, en 1789, faisait partie de la sénéchaussée de Boulogne, ancien ressort judiciaire du bailliage de même nom, et suivait la coutume de Boulonnais. Son église, d'abord diocèse de Thérouanne, secours de Saint-Étienne, puis diocèse et doyenné de Boulogne, devenue paroissiale en 1661, était consacrée à saint Léonard ; l'abbé de Saint-Wulmer de Boulogne présentait à la cure. »
Napoléon Ier a passé une nuit dans le château de Pont-de-Briques, situé à Saint-Léonard.

## Politique et administration

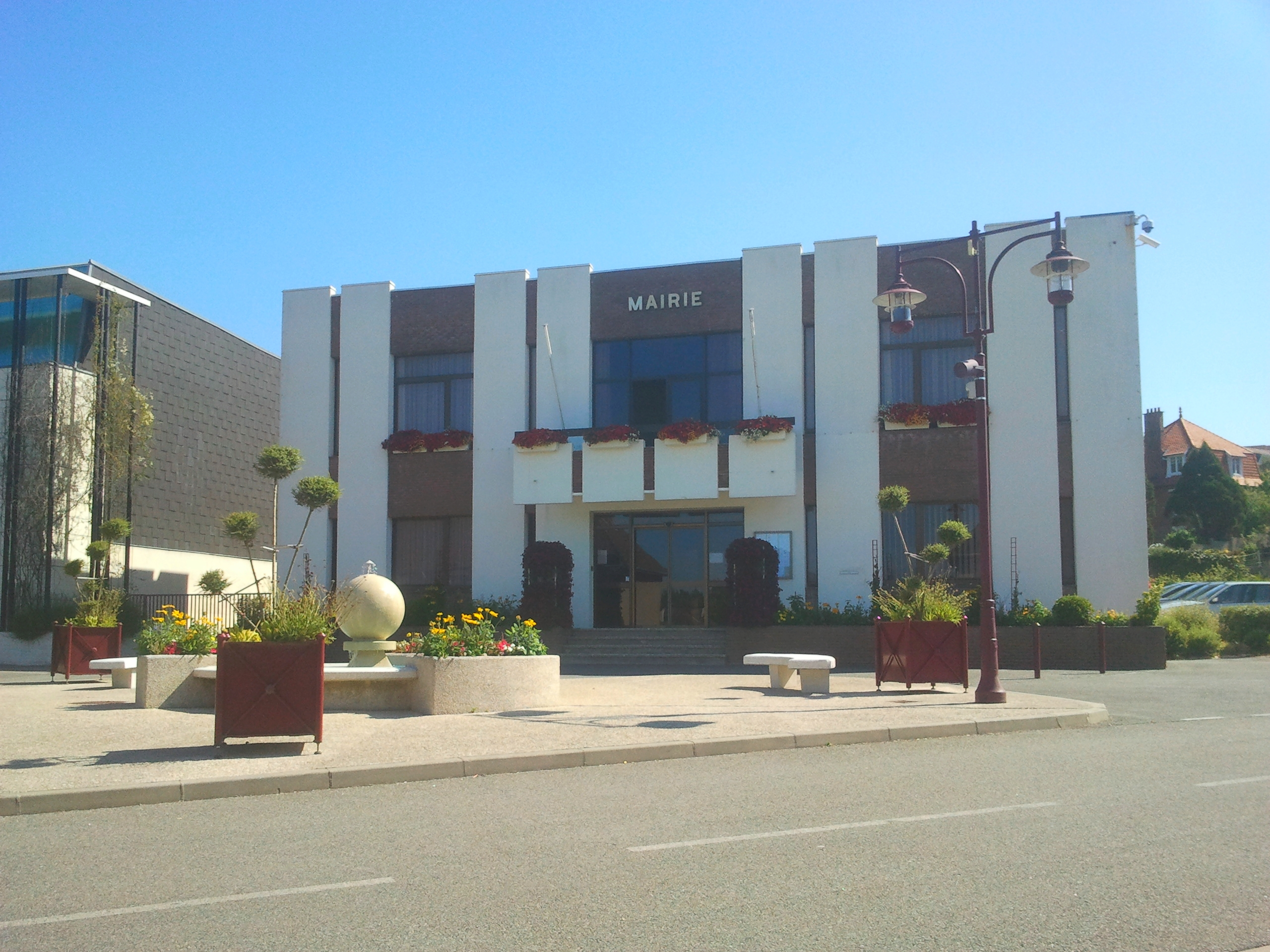
La mairie.

### Découpage territorial
La commune se trouve dans l'arrondissement de Boulogne-sur-Mer du département du Pas-de-Calais.

#### Commune et intercommunalités
La commune est membre de la communauté d'agglomération du Boulonnais qui regroupe 22 communes et totalise 112 264 habitants en 2021.

#### Circonscriptions administratives
La commune est rattachée au canton d'Outreau.

#### Circonscriptions électorales
Pour l'élection des députés, la commune fait partie de la cinquième circonscription du Pas-de-Calais.

### Élections municipales et communautaires

#### Liste des maires
| Période                                  | Période                    | Identité           | Étiquette | Qualité                                                                                    |
| ---------------------------------------- | -------------------------- | ------------------ | --------- | ------------------------------------------------------------------------------------------ |
| Les données manquantes sont à compléter. |                            |                    |           |                                                                                            |
| mars 1971                                | 25 mai 2020                | Jean-Loup Lesaffre | DVG       | Médecin, maire honoraire Président de la CAB (2012 → 2016) Réélu pour le mandat 2014-2020, |
| 25 mai 2020                              | En cours (au 5 avril 2022) | Gwénaëlle Loire    |           | Personne sans activité professionnelle,                                                    |

## Équipements et services publics

### Enseignement
La commune est située dans l'académie de Lille et dépend, pour les vacances scolaires, de la zone B.
Elle administre quatre établissements scolaires :
- deux écoles maternelles : l'école maternelle La-Maison-du-jardinier, près de l'école Aurore, et l'école Françoise-Dolto, en face du Forum des Loisirs, près de l'école Jean-Rostand ;
- deux écoles primaires : l'école Aurore, située dans le quartier du même nom, avenue Belle-Isle, et l'école Jean-Rostand, située près de l'église et de la mairie.

## Population et société

### Démographie
Les habitants sont appelés les Saint-Léonardois.

#### Évolution démographique
L'évolution du nombre d'habitants est connue à travers les recensements de la population effectués dans la commune depuis 1793. Pour les communes de moins de 10 000 habitants, une enquête de recensement portant sur toute la population est réalisée tous les cinq ans, les populations de référence des années intermédiaires étant quant à elles estimées par interpolation ou extrapolation. Pour la commune, le premier recensement exhaustif entrant dans le cadre du nouveau dispositif a été réalisé en 2008.

En 2022, la commune comptait 3 346 habitants, en évolution de −4,67 % par rapport à 2016 (Pas-de-Calais : −0,72 %, France hors Mayotte : +2,11 %).
| 1793 | 1800 | 1806 | 1821 | 1831 | 1836 | 1841 | 1846 | 1851 |
| ---- | ---- | ---- | ---- | ---- | ---- | ---- | ---- | ---- |
| 164  | 168  | 190  | 237  | 254  | 278  | 274  | 268  | 282  |

| 1856 | 1861 | 1866 | 1872 | 1876 | 1881 | 1886 | 1891 | 1896 |
| ---- | ---- | ---- | ---- | ---- | ---- | ---- | ---- | ---- |
| 246  | 250  | 283  | 279  | 292  | 306  | 313  | 324  | 305  |

| 1901 | 1906 | 1911 | 1921 | 1926 | 1931 | 1936 | 1946  | 1954  |
| ---- | ---- | ---- | ---- | ---- | ---- | ---- | ----- | ----- |
| 340  | 436  | 483  | 737  | 776  | 850  | 938  | 1 036 | 1 090 |

| 1962  | 1968  | 1975  | 1982  | 1990  | 1999  | 2006  | 2008  | 2013  |
| ----- | ----- | ----- | ----- | ----- | ----- | ----- | ----- | ----- |
| 1 233 | 1 547 | 3 929 | 4 021 | 4 131 | 3 952 | 3 668 | 3 587 | 3 634 |

| 2018  | 2022  | - | - | - | - | - | - | - |
| ----- | ----- | - | - | - | - | - | - | - |
| 3 394 | 3 346 | - | - | - | - | - | - | - |

#### Pyramide des âges
En 2018, le taux de personnes d'un âge inférieur à 30 ans s'élève à 31,1 %, soit en dessous de la moyenne départementale (36,7 %). À l'inverse, le taux de personnes d'âge supérieur à 60 ans est de 31,2 % la même année, alors qu'il est de 24,9 % au niveau départemental.
En 2018, la commune comptait 1 606 hommes pour 1 788 femmes, soit un taux de 52,68 % de femmes, légèrement supérieur au taux départemental (51,50 %).
Les pyramides des âges de la commune et du département s'établissent comme suit.
| Hommes | Classe d’âge | Femmes |
| ------ | ------------ | ------ |
| 0,6    | 90 ou +      | 2,4    |
| 7,3    | 75-89 ans    | 11,7   |
| 19,8   | 60-74 ans    | 20,2   |
| 22,3   | 45-59 ans    | 21,5   |
| 15,8   | 30-44 ans    | 15,9   |
| 16,1   | 15-29 ans    | 12,9   |
| 18,1   | 0-14 ans     | 15,4   |

| Hommes | Classe d’âge | Femmes |
| ------ | ------------ | ------ |
| 0,5    | 90 ou +      | 1,6    |
| 5,6    | 75-89 ans    | 8,9    |
| 16,7   | 60-74 ans    | 18,1   |
| 20,2   | 45-59 ans    | 19,2   |
| 18,9   | 30-44 ans    | 18,1   |
| 18,2   | 15-29 ans    | 16,2   |
| 19,9   | 0-14 ans     | 17,9   |

## Culture locale et patrimoine

### Lieux et monuments

#### Monuments historiques
- Le château de Pont-de-Briques à Saint-Léonard, parfois nommé château Napoléon, lieu de résidence de Napoléon Ier de 1803 à 1805 afin de préparer l'invasion de l'Angleterre depuis le camp de Boulogne. Les façades et toitures du château (à l'exclusion du bâtiment moderne), de la chapelle et des deux pavillons d'entrée ; pièces avec décor du rez-de-chaussée et du premier étage, font l’objet d’un classement au titre des monuments historiques par arrêté du 1er octobre 1974[38],[26].
- L'église Saint-Léonard, à l'exception de la nef latérale nord et de la tour, fait l’objet d’un classement au titre des monuments historiques depuis le 8 juin 1914[39].

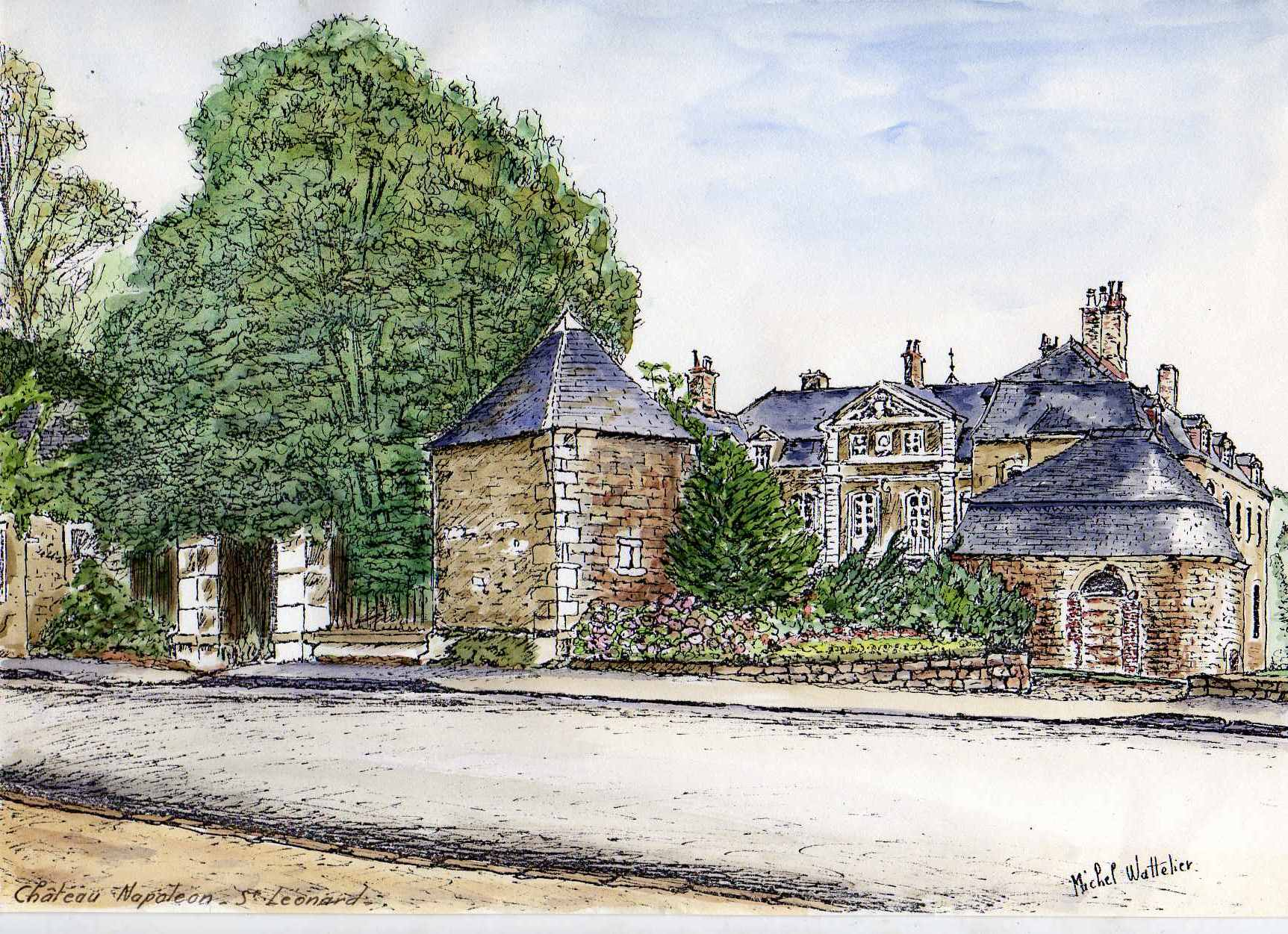
Le château de Pont-de-Briques (tableau de Michel Wattelier).
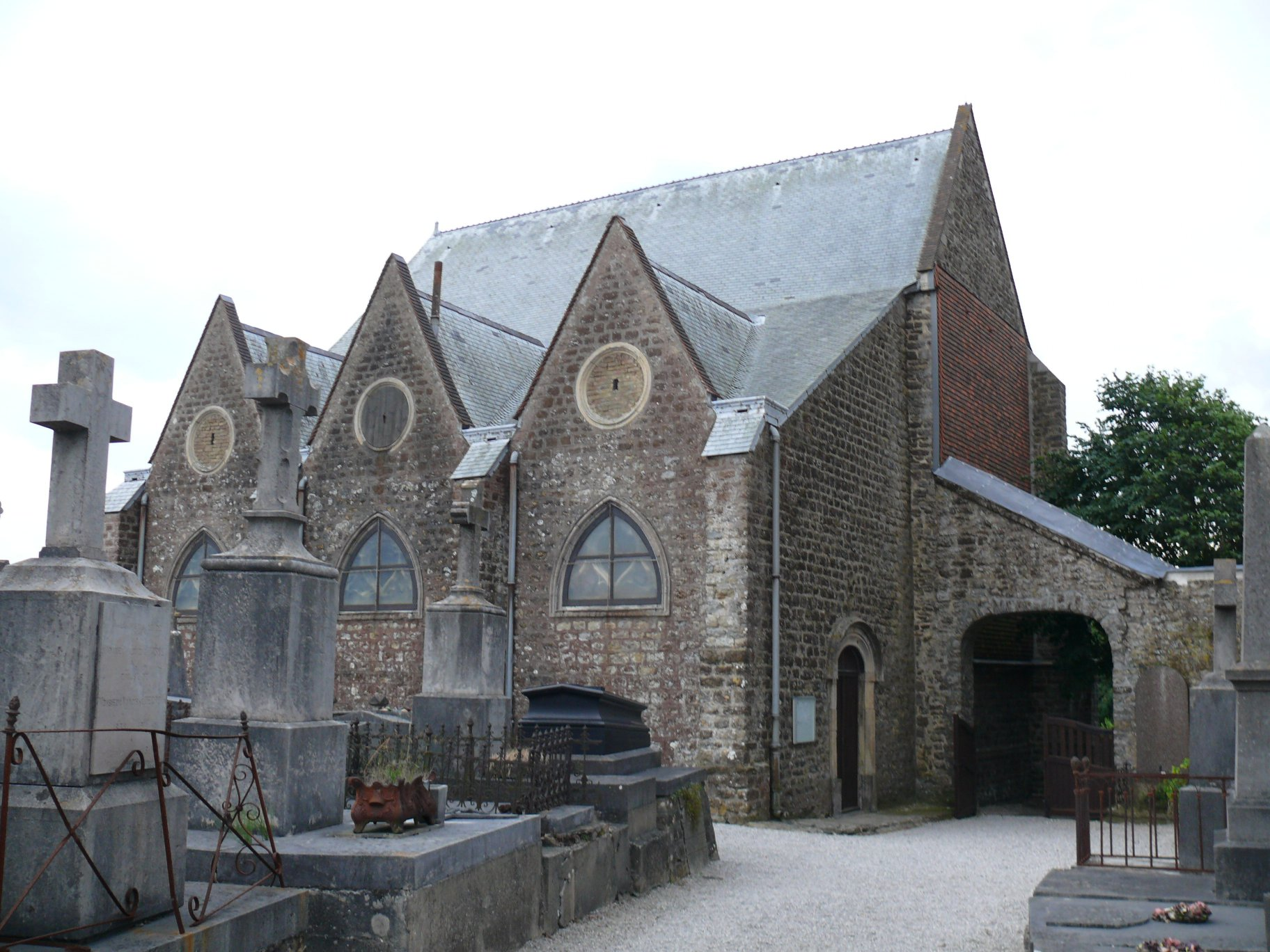
L'église Saint-Léonard.

#### Autres lieux et monuments

L'église Saint-Paul.
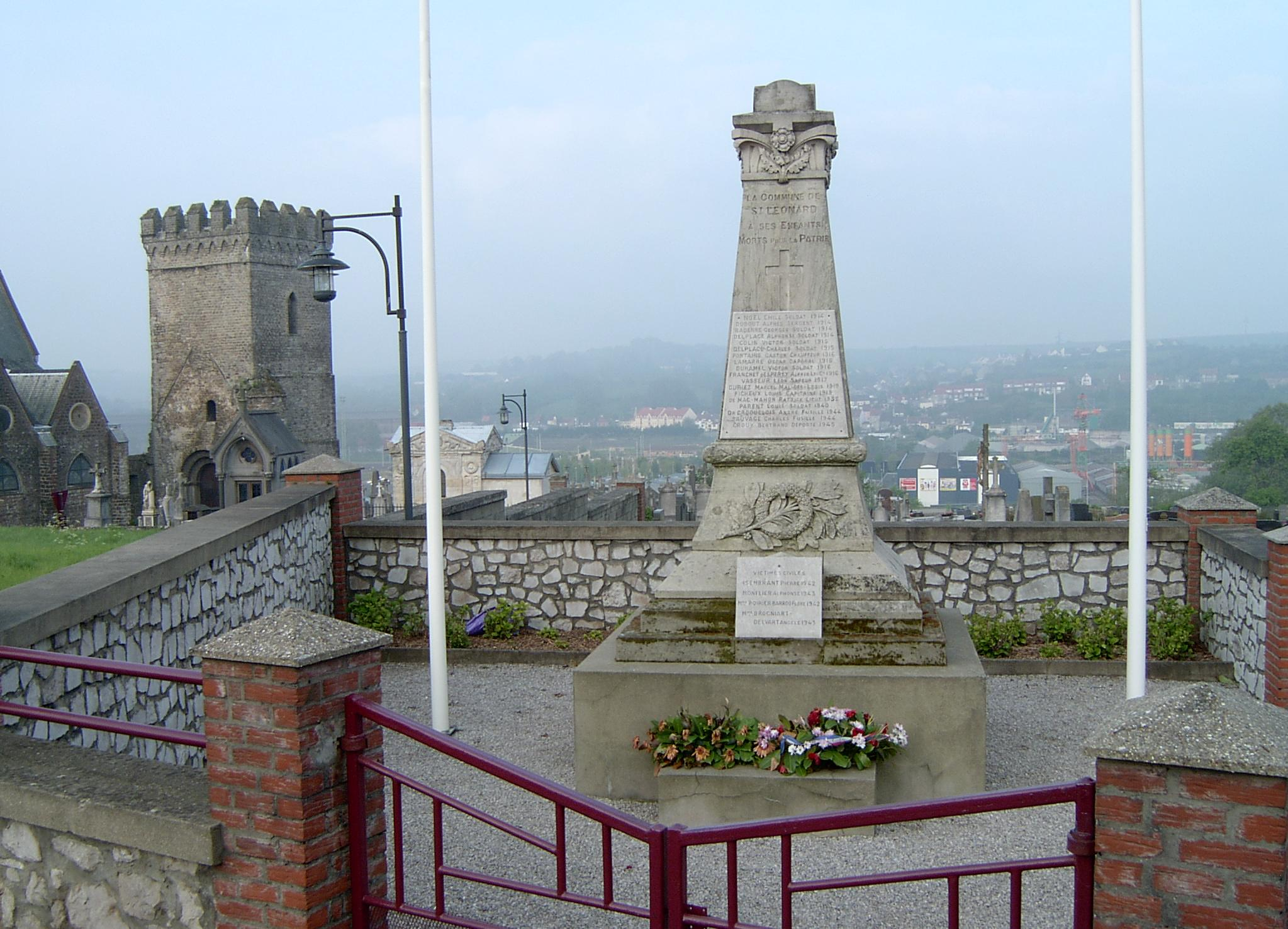
Le monument aux morts[40].

- L'église Saint-Paul.
- Le monument aux morts.

### Héraldique
| Blason de Saint-Léonard | Blason  | Taillé: au 1er d'azur à l'église du lieu (église Saint-Léonard) d'argent couverte de gueules mouvant d'une terrasse de sinople et de la partition, au 2e d'or alvéolé d'argent* chargé d'une abeille de gueules ailée d'argent.         |
| Blason de Saint-Léonard | Détails | L'abeille montrerait l'ardeur au labeur des habitants et l'église est celle du même nom. * Il y a là non-respect de la règle de contrariété des couleurs : ces armes sont fautives (argent sur or). Adopté par la municipalité en 1973. |

## Pour approfondir

#### Bases de données, dictionnaires et encyclopédies
- Ressources relatives à la géographie :   - Insee (communes)
  - Ldh/EHESS/Cassini
- Ressource relative à plusieurs domaines :   - Annuaire du service public français
- Notices d'autorité :   - BnF (données)
  - IdRef